# Tuila

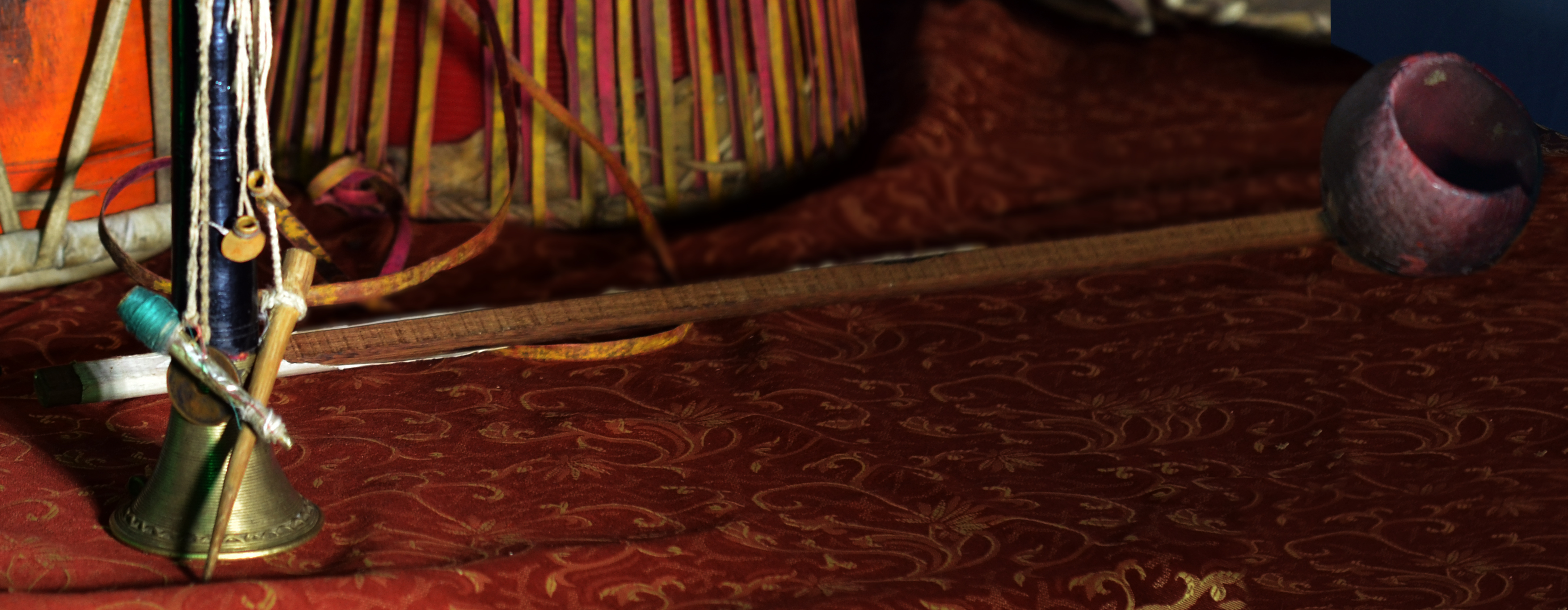
Eine tuila liegend hinter einer aufgestellten Kegeloboe mohori. Beide werden beim Tanzdrama Chhau in Odisha zur Begleitung gespielt.

Tuila, auch ṭuila, ṭuhila, ṭohilā und toila, ist die einfachste Form einer einsaitigen gezupften Stabzither ohne Bünde. Das in ländlichen Gegenden des indischen Bundesstaates Odisha selten und nur von Männern gespielte Begleitinstrument für Unterhaltungslieder erlaubt Rückschlüsse auf Form und Spielweise der altindischen Stabzither alapini vina.

## Bauform
Mit Stabzither oder Musikstab wird ein gerader starrer Saitenträger mit einer oder mehreren, zwischen beiden Enden gespannten Saiten bezeichnet. Die Saiten können meist mit den Fingern auf dem als Griffbrett dienenden Saitenträger verkürzt werden. Im Unterschied hierzu besteht ein Musikbogen aus einem gebogenen und biegsamen Saitenträger. Beide Grundformen eines Saiteninstruments benötigen zur Klangverstärkung mindestens einen mit dem Saitenträger verbundenen Resonanzkörper.
Die tuila besteht aus einem knapp einen Meter langen Bambusrohr (Mundari pani bansu) von etwa 2,5 Zentimetern Durchmesser. Im einen Ende steckt ein nach oben ragendes Holzstück (ghoda), an dem die aus gedrehtem Baumwollgarn, Darm oder Seide bestehende Saite (sutha) mit einem geringen Abstand zum Saitenträger festgebunden ist. Das Material wird ausgewählt wie es saisonal verfügbar ist. Einen zusätzlichen Steg gibt es nicht. Vom hölzernen Abstandshalter verläuft die Saite nicht parallel, sondern in einem spitzen Winkel bis kurz vor das andere Rohrende, wo sie mit einer Schlaufe und mehreren Wicklungen direkt am Rohr fixiert ist. Jeder Spieler fertigt sein eigenes Instrument. Er bemisst die Saitenlänge so, dass seine Finger bei in einem rechten Winkel zueinander nach vorn gestreckten Unterarmen die Saite an beiden Enden greifen können. Wenige Zentimeter vor der Schnurwicklung ist die Halbschale einer länglichen Kalebasse (tumba) unterhalb des Saitenträgers mit der Öffnung nach unten befestigt. Tumba ist das Hindi-Wort für „Kalebasse“ und davon abgeleitet ein regionaler Name der Zupftrommel ektara. Der Resonator wird über ein kurzes röhrenförmiges Zwischenglied (chimki) aus einer anderen Kalebasse mittels einer Schnur aus Pferdehaar, die an kurzen Holzstücken im Innern befestigt ist, am Saitenträger festgedreht. Hierdurch wird die Saite an den Saitenträger herangezogen und für die Schallübertragung mit dem Resonator verbunden.

## Spielweise
Der Spieler hält die tuila im Stehen senkrecht nach unten und diagonal vor seinem Oberkörper mit der Kalebasse gegen den linken oberen Brustbereich gepresst. Mit dem Daumen der linken Hand am Zwischenstück der Kalebasse verkürzt er die Saite mit den übrigen Fingern auf dem als Griffbrett (dandi) dienenden Saitenträger. Den rechten Arm ausgestreckt nach unten haltend fixiert er mit dem Daumen das Bambusrohr von unten und zupft die Saite mit dem Mittelfinger. Die Saite wird nach Belieben gespannt, eine festgelegte Tonhöhe gibt es nicht. Da ein Steg fehlt und somit eine daneben angebrachte Stegverbreiterung (jivari), produziert die tuila nicht das für die tanpura und viele andere Saiteninstrumente der indischen Musik charakteristische obertonreiche Klangspektrum. Die feine Klangmodulation lässt sich stattdessen erzielen, indem die Kalebassenöffnung rhythmisch näher an die Brust herangeführt oder gelegentlich aufgesetzt wird. Lautstärke, Klang und Tonhöhe ändern sich so. Ähnlich wird der Klang bei afrikanischen Musikbögen, der Kerbstegzither mvet in Kamerun, bei einigen afrikanischen Lamellophonen und bei der seltenen Stieltrommel sahfa im Jemen beeinflusst.
Mit drei Fingern wird der tiefste Tetrachord abgegriffen. Die leere Saite produziert den Grundton (Tonika), nach der Notation der Ragas Sa. Mit Zeigefinger, Ringfinger und kleinem Finger werden die zweite, dritte und vierte Note (Ri, Ga, ma) niedergedrückt. Für die nächsthöheren vier Töne verbleiben die Finger in einer ungewöhnlichen Spieltechnik in unveränderter Position. Anstatt mit den Fingern der linken Hand in eine höhere Lage zu rutschen, wird der Zeigefinger der rechten Hand leicht auf die Saite gelegt, während der rechte Mittelfinger die Saite zupft. Beides geschieht nahezu gleichzeitig. Als Resultat erklingt die leere Saite in der fünften Note Pa. Greifen die drei Finger der linken Hand wie zuvor die Saite ab, ergeben sich nun die weiteren Noten Da, Ni und Sa’. Der Tonumfang einer Oktave wird also mit nur drei Fingerpositionen erreicht. Die verwendete Tonskala ähnelt dem dorischen Modus.
Die tuila ist bei der Adivasigruppe der Munda im Mayurbhanj-Distrikt im Nordosten Odishas und im angrenzenden Jharkhand verbreitet. Grundsätzlich wird sie nur von Männern gespielt, die ihren eigenen Gesang oder einen Chor begleiten, der Hochzeitslieder vorträgt. Zum Repertoire gehören zwar Tanzlieder, die tuila wird jedoch nicht zusammen mit Trommeln zur Begleitung von Tänzen gespielt. Als altehrwürdiges Instrument der Munda-Tradition wird die tuila geachtet, auch wenn sie heute selten geworden ist. Liedtexte sprechen von der tuila im Zusammenhang mit der kendra. Die Munda verstehen unter kendra eine einsaitige Zupflaute vom Typ der ektara, die bei Liedern und Tänzen als Borduninstrument eingesetzt wird. Anderswo in Odisha versteht man unter tuila ein solches Lauteninstrument.

## Herkunft

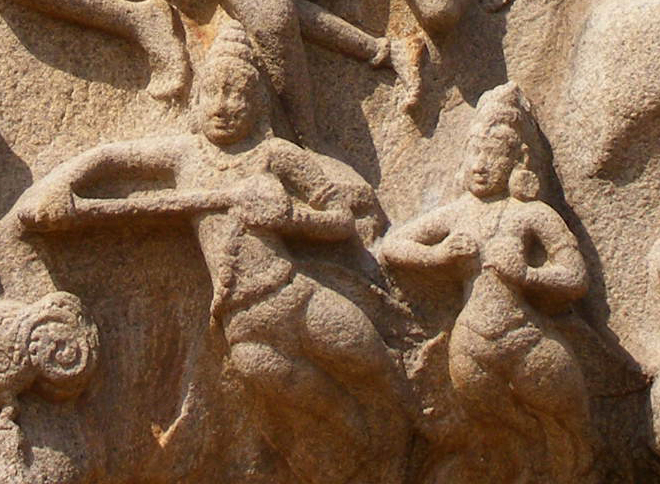
Ein Kinnara (himmlisches Wesen) spielt eine einsaitige Stabzither alapini vina mit einem Resonator aus einer Kalebassenhalbschale vor der Brust. Felsrelief in Mamallapuram, 7. Jahrhundert

Die in den Veden als vina oder vipanci bezeichneten Saiteninstrumente waren Bogenharfen. Die im altindischen Hauptwerk zur Musik, dem um die Zeitenwende abgefassten Natyashastra, unter mehreren Namen erwähnten Saiteninstrumente dürften allesamt Bogenharfen gewesen sein. Um diese Zeit zeigen Steinreliefs an buddhistischen Kultorten Harfe spielende Gandharvas und andere himmlische Wesen. Im Mahabharata, einem der beiden großen indischen Epen, das etwa im 4. Jahrhundert n. Chr. seine bekannte Form erlangte, wird eine tumba vina zusammen mit der Bambusquerflöte vamsha erwähnt, wobei unklar ist, ob hier eine Bogenharfe mit Kalebassenresonator oder eine Stabzither gemeint ist. Im 7. Jahrhundert waren die Bogenharfen weitgehend aus Indien verschwunden, abgebildet werden stattdessen Stabzithern und Lauteninstrumente. Die ältesten bekannten Abbildungen von Stabzithern finden sich auf den Wandmalereien der buddhistischen Höhlen von Ajanta. In Höhle 7 trägt einer der fliegenden Gandharvas eine Stabzither über der Schulter, in Höhle 16 ist die Stabzither zusammen mit einer Bogenharfe dargestellt. Aus dem 7. Jahrhundert stammt die Abbildung einer Stabzither am Relief „Herabkunft der Ganga“ in Mamallapuram (oberste Reihe mit Gandharvas und Kinnaras, linke Seite), ein weiteres Relief einer Stabzither gehört zu einer Steinplatte in der Nähe des dortigen Küstentempels. Auf allen genannten Abbildungen hält ein männlicher Musikant die Stabzither auf dieselbe Weise wie die tuila schräg vor seinem Oberkörper. Die tuila entspricht in der Handhabung offensichtlich der altindischen alapini vina, die in der Sanskritliteratur als vina mit einem Griffbrett (danda) von annähernd neun Handbreit Länge und einem Kalebassenresonator von etwa 20 Zentimetern Durchmesser beschrieben wird. Sie besaß eine oder seltener drei Saiten.
Bis ins 9. Jahrhundert wurden die einfachen Stabzithern mit einer Kalebasse vom Typ der tuila unverändert abgebildet, später nur noch selten. Zwischen dem 9. und dem 13. Jahrhundert fand der Übergang zu der nunmehr gebräuchlichen Form der Stabzithern statt. Diese sind durch einen wesentlich dickeren Saitenträger und einen zweiten Resonanzkasten am unteren Ende gekennzeichnet. Da der Saitenträger jetzt offenbar ebenfalls als Resonanzkörper fungiert, ändert sich die Spielhaltung. Die obere Kalebasse hängt über der linken Schulter nach hinten. Sie wird immer noch flach abgebildet, ist also an der Unterseite offen. Allmählich erhöht sich die Saitenzahl. In der Mogulzeit war dieser Stabzithertyp mit fünf Saiten als jantar und mit drei Saiten als bin (Rudra vina) bekannt. Die heute in Nordindien in der klassischen Musik gespielte Rudra vina besitzt als Resonanzkörper zwei große vollrunde Kalebassen, während die jantar mit zwei etwas kleineren Kalebassen noch in der Volksmusik von Rajasthan vorkommt. Die ursprüngliche Form der Stabzither sank auf ein nahezu verschwundenes regionales Volksmusikinstrument der unteren Bevölkerungsschicht herab. In Odisha blieb sie in Gestalt der tuila erhalten; gerade in einer Region, in der wie in Bhubaneswar und Konarak an besonders vielen mittelalterlichen Hindutempeln Stabzithern abgebildet sind.

## Verbreitung

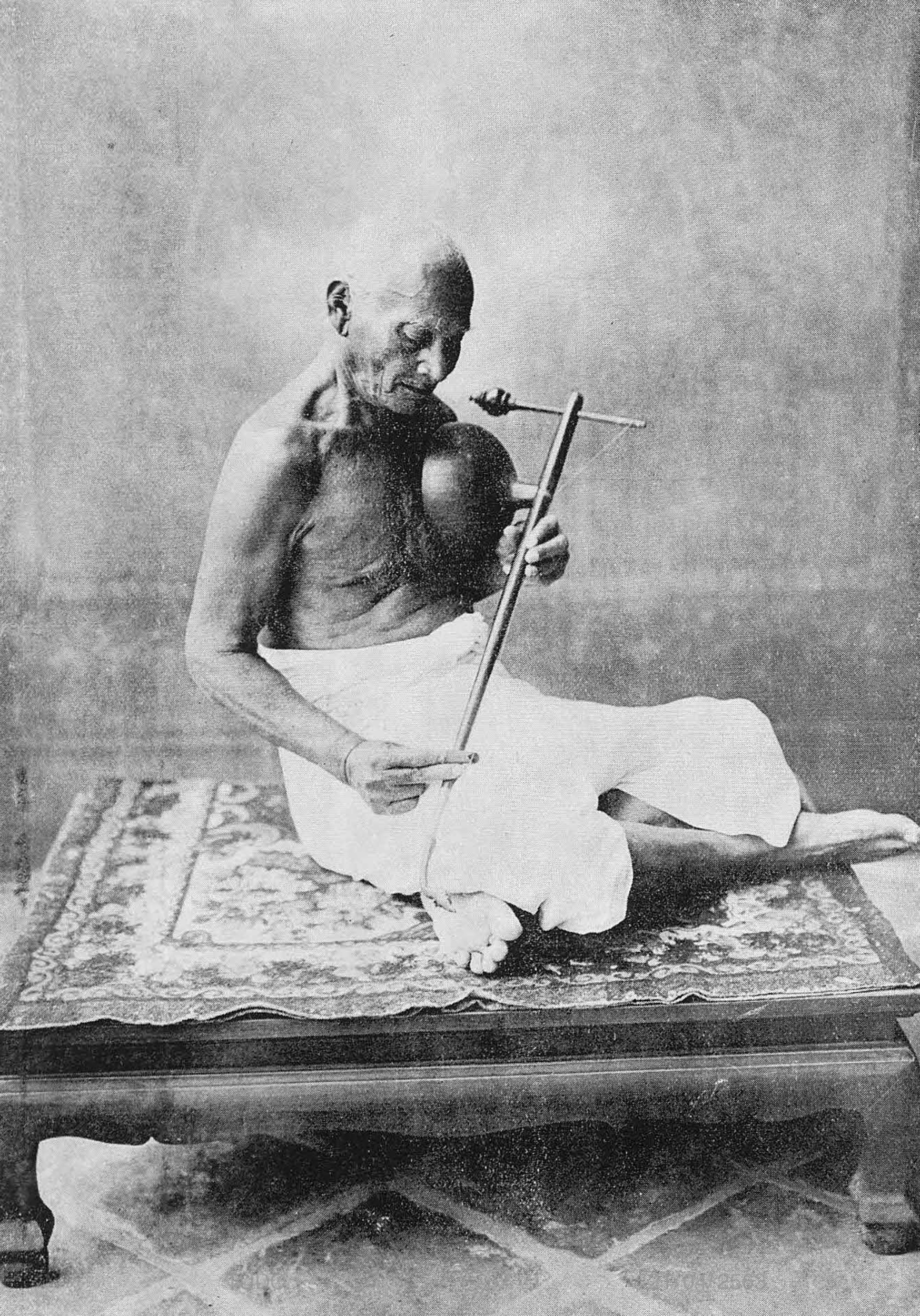
Ein thailändischer Priester spielt die einsaitige phin nam tao, 1931

In Odisha ist unter dem Namen sodi burra eine weitere einfache Stabzither der traditionell als Korbmacher tätigen Adivasigruppe Erikala bekannt. Die Saite verläuft parallel zwischen zwei Stiften an den Enden des Bambusstabes. Eine große Kalebasse ist in der Mitte unter dem Saitenträger befestigt und durch eine Schnur mit der Saite verbunden. Die Santal von Odisha verwenden die Stabzither buang als Rhythmusinstrument. Als mittig angesetzter Resonator dient hier ein aus Bambus geflochtener Korb, der mit Papier überzogen wurde. Die weiter vom Träger entfernte Saite ist nicht mit dem Korbresonator verbunden. Zwei oder mehr Tänzer halten bei Gruppentänzen buangs in den Händen und produzieren beim Zupfen der Saite ein Schnarrgeräusch. In Südindien schlagen ebenfalls zur rhythmischen Begleitung mehrere Musiker in der Volksliedtradition Villu pattu den Musikbogen villadi vadyam mit Holzstäben auf die Saite und auf den aus einem großen Tontopf bestehenden Resonator. Musikbögen haben sich ansonsten nur noch in wenigen abgelegenen Gebieten in der Volksmusik erhalten. Dazu gehört der zentralindische Distrikt Bastar, wo Frauen einer Adivasigruppe den Musikbogen dhankul zur rhythmischen Begleitung epischer Lieder verwenden. Weiter verbreitet sind die zu den ektara gehörenden regionalen Varianten ein- und zweisaitiger Spießlauten, die gezupft oder mit einem Bogen gestrichen werden: banam in Odisha, tumbi im Punjab, ravanahattha in Rajasthan oder die pena in Manipur.
Zu den der tuila ähnlichen Stabzithern in Südostasien, die wahrscheinlich auf indischen Kultureinfluss zurückzuführen sind, gehören in Thailand die phin nam tao mit Kalebasse, in Sulawesi dunde, santung und falundo, auf der ostindonesischen Insel Sumba die jungga und auf Halmahera die sulepe. Eine zwei- bis fünfsaitige Stabzither mit einem Resonator aus einer Kokoshalbschale ist bei den Lanna-Sprechern im Norden Thailands als phin phia bekannt; die zu den vietnamesischen Bergvölkern gezählten Jarai in der Provinz Gia Lai spielen die mit zwei Metallsaiten und vier oder sechs Bünden bestückte Stabzither brŏ. Ihre Kalebassenhalbschale wird ebenfalls zur Klangmodulation an die Brust gehalten. In Kambodscha blieb mit der zweisaitigen sadiu eine Stabzither mit einer Resonatorhalbschale erhalten, die wie die tuila und die afrikanischen Musikbögen zur Klangmodulation an die Brust gedrückt wird. In Form und Spielhaltung mit der tuila am meisten verwandt ist die einsaitige kambodschanische kse diev (auch sadiev, sadiu), die mit zwei Fingern gezupft wie ein afrikanisches Lamellophon klingt. Frühe Darstellungen dieser Stabzithern finden sich auf einem Flachrelief am Angkor Wat vom Anfang des 12. Jahrhunderts und auf Reliefs am Bayon, der Anfang des 13. Jahrhunderts erbaut wurde. Über Südostasien erstreckt sich der indische Kultureinfluss bis nach Ostafrika, wohin mutmaßlich malaiische Seefahrer aus Indonesien der tuila in Form und Spielweise ähnliche Plattstabzithern brachten, die dort als zeze bekannt sind.